# Burg Lichnice
Die Ruine der Burg Lichnice liegt am Rande des Eisengebirges bei dem zu Třemošnice gehörigen Dorf Podhradí, etwa 15 km östlich von Čáslav. Ihr ursprünglicher Name war Burg Lichtenburg (tschechisch: Lichtenburk; auch: Lichtemburk). Seit 1958 wird die Burg als Kulturdenkmal geführt.

## Geschichte
Die Burg Lichtenburg wurde vermutlich als königliche Gründung in der ersten Hälfte des 13. Jahrhunderts errichtet. Erstmals erwähnt wurde sie 1261, als sie im Besitz des Smil von Ronow war, der sich als erster von Lichtenburg nannte und damit den Familienzweig der Lichtenburger begründete.
Die Burg besaß einen dreieckigen Grundriss mit zwei Wohntürmen. Im 14. Jahrhundert erfolgten Umbauten der Burg, die 1410 wiederum königliches Gut wurde. In den Hussitenkriegen wurde sie 1421 erobert und 1428 nochmals belagert. 1490 erwarben die Trčka von Lípa die Burg und die Herrschaft Lichtenburg und ließen die Burganlage im spätgotischen Stil umbauen. Nachdem sie seit der 2. Hälfte des 16. Jahrhunderts an Bedeutung verlor, wurden im 17. Jahrhundert die Befestigungsanlagen geschleift. 1700 wurde sie bereits als Ruine bezeichnet.